# Neos Acharnaikos
El Acharnaikos FC es un equipo de fútbol de Grecia que juega en la Gamma Ethniki, la tercera liga de fútbol más importante del país.

Problemas Económicos y Bancarrota
El Acharnaikos, en la Temporada 2017, comenzó con problemas económicos sin poder pagar el sueldo a sus jugadores. El equipo fue penalizado con -27 puntos, y como el equipo seguía sin poder pagar, terminó penalizado con -52 puntos y expulsado del Torneo, concretando así, su descenso a la Tercera Categoría del Fútbol Griego en donde juega actualmente. 

## Historia
Fue fundado en 1938 en la ciudad de Acharnes, en la capital Atenas con el nombre Yperochi Menidi, el cual utilizaron hasta 1961 y su símbolo es parecido al del Panathinaikos FC, pero éste es un trébol de 3 hojas con la letra alfa en 2 de ellas y la letra omicrón en la restante.

## Palmarés
- Delta Ethniki Grupo 9: 1

2011/12
- Campeonato Regional de Atenas: 2

1969/70, 1975/76